# Jindřich Hájek (fotbalista)
Jindřich Hájek (* 11. července 1943) je bývalý český fotbalista, který nastupoval jako obránce a záložník.

## Hráčská kariéra
V československé lize hrál za Spartak ZJŠ Brno (dobový název Zbrojovky), aniž by skóroval. Debutoval v pondělí 27. srpna 1962 v Brně – Za Lužánkami v zápase s pražskou Duklou (výhra domácích 2:1). Naposled nastoupil v neděli 8. listopadu 1964 ve Vršovicích – Ďolíčku proti ČKD Praha (dobový název Bohemians), utkání skončilo nerozhodně 0:0. Hrál také II. ligu za zbrojovácké B-mužstvo.

### Evropské poháry
V brněnském dresu odehrál tři celá utkání ve Veletržním poháru v ročníku 1963/64.

### Ligová bilance
| Ročník             | Zápasy | Góly | Minuty | Klub                    |
| ------------------ | ------ | ---- | ------ | ----------------------- |
| I. liga 1962/63    | 3      | 0    | 270    | TJ Spartak ZJŠ Brno     |
| II. liga 1962/63   | –      | –    | –      | TJ Spartak ZJŠ Brno „B“ |
| I. liga 1963/64    | 15     | 0    | 1 350  | TJ Spartak ZJŠ Brno     |
| II. liga 1963/64   | –      | –    | –      | TJ Spartak ZJŠ Brno „B“ |
| I. liga 1964/65    | 1      | 0    | 90     | TJ Spartak ZJŠ Brno     |
| CELKEM I. ČS. LIGA | 19     | 0    | 1 710  |                         |